# Cyphocharax spilurus
Cyphocharax spilurus és una espècie de peix de la família dels curimàtids i de l'ordre dels caraciformes.

## Morfologia
- Els mascles poden assolir 10,4 cm de llargària total.[5]

## Alimentació
És detritívor.

## Hàbitat
Viu en zones de clima tropical entre 20 °C - 28 °C de temperatura.

## Distribució geogràfica
Es troba a Sud-amèrica: riu Cuyuni (Guaiana i est de Veneçuela), rius costaners de les Guaianes (des del riu Essequibo fins al riu Mana) i riu Branco al Brasil.